# Hiva Oa

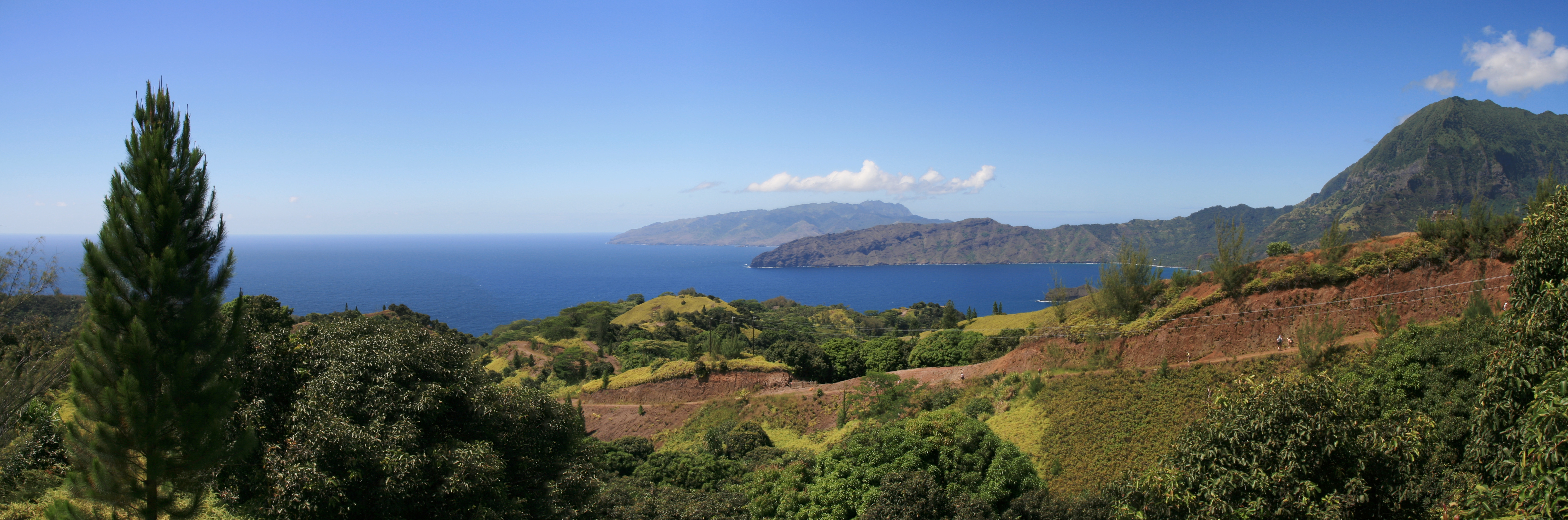
Hiva Oa

Hiva Oa este a doua insulă ca mărime din Insulele Marchize, în Polinezia Franceză, teritoriu francez din Oceanul Pacific. Este cea mai mare insulă din grupul sudic al arhipelagului.
Din punct de vedere administrativ, insula face parte din comuna (municipalitatea) Hiva Oa, subdiviziune a Insulelor Marchize, alături de trei insule nelocuite, Mohotani, Terihi și Fatu Huku. Atuona, situată în partea de sud a insulei, este centrul administrativ al comunei.
Pe insulă, în cimitirul Calvarului de lângă Atuona, sunt înmormântați pictorul francez Paul Gauguin și cântărețul belgian Jacques Brel.